# Beam of Prism
Beam of Prism – debiutancki minialbum południowokoreańskiej grupy Viviz, wydany 9 lutego 2022 roku przez wytwórnię BPM Entertainment. Płytę promował singel „Bop Bop!”.

## Lista utworów
| CD | CD                     | CD                                   | CD                                                                        | CD                                                          | CD      |
| Nr | Tytuł utworu           | Tekst                                | Kompozycja                                                                | Aranżacja                                                   | Długość |
| -- | ---------------------- | ------------------------------------ | ------------------------------------------------------------------------- | ----------------------------------------------------------- | ------- |
| 1. | „Intro”                |                                      | Lim Soo-ho (PaperMaker), Woong Kim (PaperMaker), PaperMaker               | Lim Soo-ho (PaperMaker), Woong Kim (PaperMaker), PaperMaker | 1:01    |
| 2. | „Bop Bop!”             | Hwang Yu-bin, Mi Lee-mu (PaperMaker) | Lim Soo-ho (PaperMaker), Woong Kim (PaperMaker), Anna Timgren, PaperMaker | Lim Soo-ho (PaperMaker), Woong Kim (PaperMaker), PaperMaker | 3:39    |
| 3. | „Fiesta”               | Danke (lalala Studio)                | Ryan S. Jhun, Scott Russell Stoddart, Daniel Kim, Kuzzi                   | Ryan S. Jhun, Scott Russell Stoddart                        | 3:31    |
| 4. | „Tweet Tweet”          | Hwang Yu-bin                         | Moonshine, Kim Yeon-seo, Ellen Berg                                       | Moonshine                                                   | 3:11    |
| 5. | „Lemonade”             | Lee Yi-jin (153/Joombas)             | David Amber (153/Joombas), Andreas Öberg                                  | David Amber (153/Joombas)                                   | 3:43    |
| 6. | „Love You Like”        | Lee Seu-ran, Umji                    | Ryan S. Jhun, Jeppe London Bilsby, Celine Svanbäck, Svea Kågemark         | Ryan S. Jhun, Jeppe London Bilsby                           | 3:30    |
| 7. | „Mirror” (kor. 거울아) | Yoske                                | EastWest, Yoske                                                           | EastWest                                                    | 3:24    |

## Notowania
| Lista                        | Pozycja |
| ---------------------------- | ------- |
| South Korean Albums (Circle) | 2       |
| Japanese Albums (Oricon)     | 42      |

## Nagrody w programach muzycznych
| Program               | Data           | Źródło |
| --------------------- | -------------- | ------ |
| M Countdown (Mnet)    | 17 lutego 2022 | [ 4 ]  |
| Show Champion (MBC M) | 16 lutego 2022 | [ 5 ]  |